# Chiesa di Sant'Andrea di Maggiano
La chiesa di Sant'Andrea di Maggiano si trova a Maggiano, frazione di Lucca.

## Storia e descrizione
Un'antica chiesetta documentata fin dal Duecento esiste tutt'oggi nella parte alta del paese. La parrocchia fu affidata al monastero di Fregionaia fino al 1730. Nel 1897 venne costruita la chiesa parrocchiale attuale sulla Strada Regionale 437, con campanile esterno, tipico del contado lucchese, risalente al 1927-1928.
La chiesetta primitiva è oggi in mano a privati.

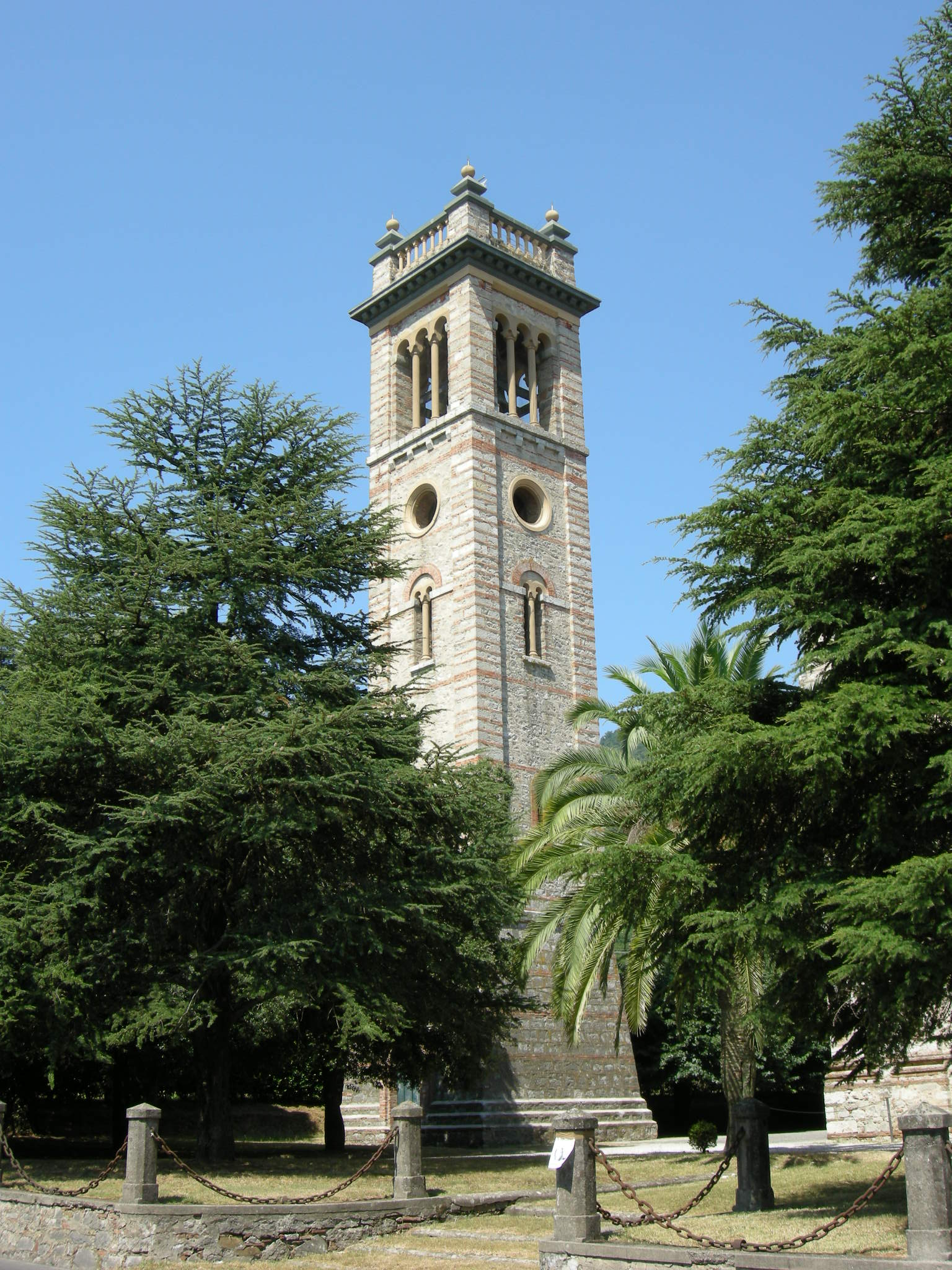
Il campanile
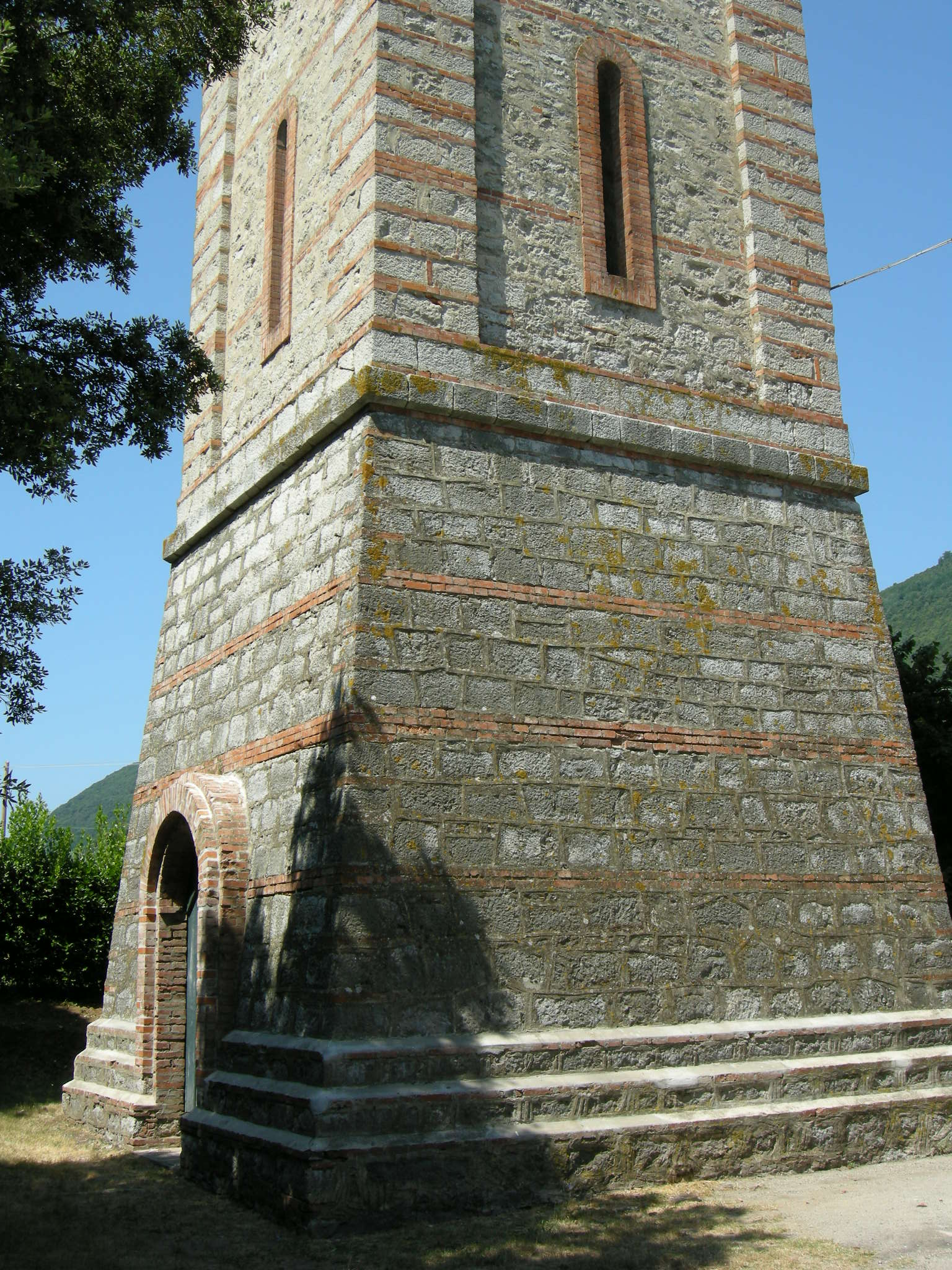
Base del campanile